# Capitania da Paraíba

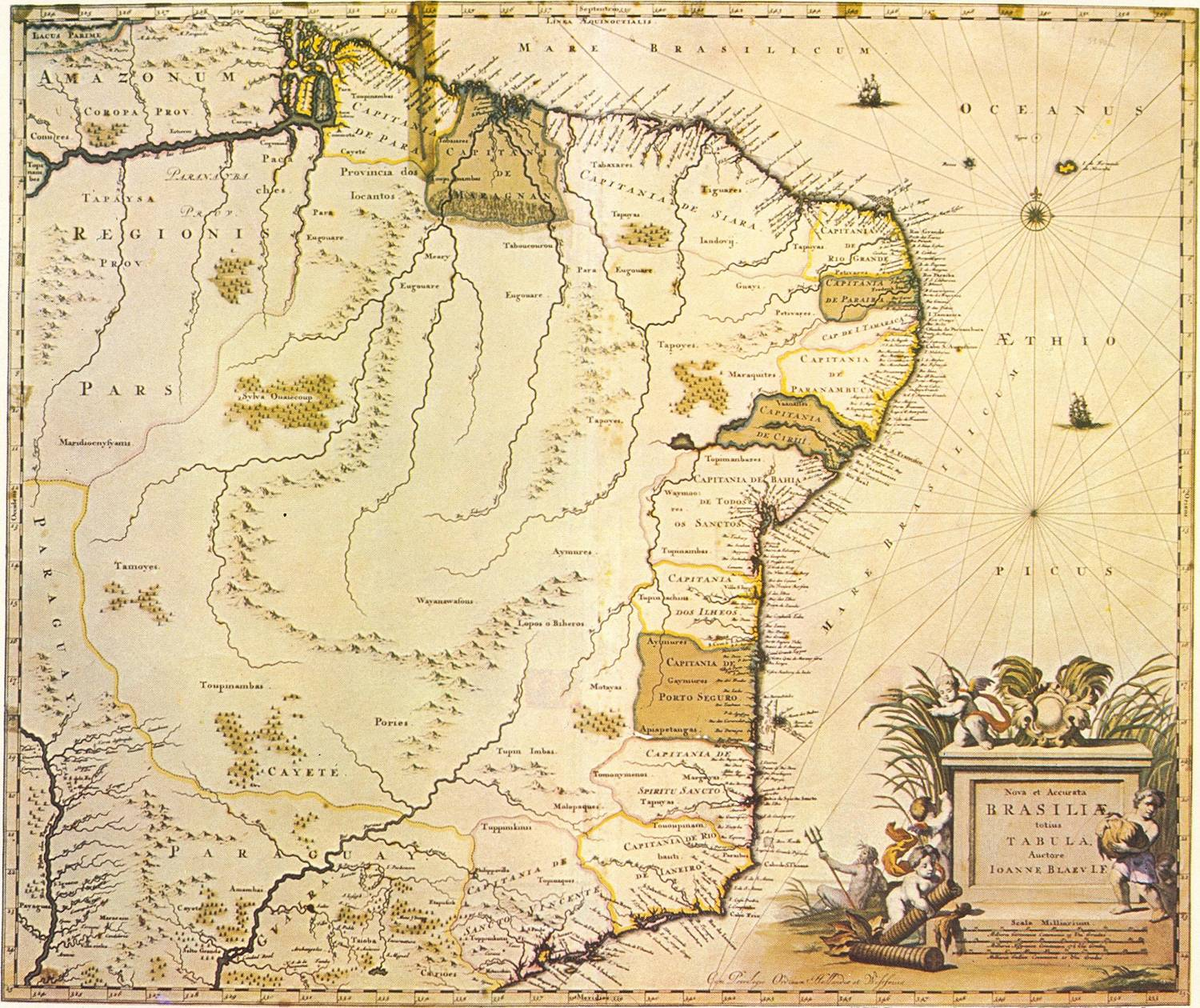
Mapa de Joan Blaeu de 1640 com quatro capitanias em destaque, entre elas a da Paraíba.

A capitania da Paraíba foi uma capitania ultramarina portuguesa no Brasil criada por direito em 1574 mas de fato só conquistada mais de uma década depois, pois fazia originalmente parte da América Francesa e suas feitorias, a exemplo de Forte Velho e Baía da Traição), com a suposta extinção da capitania de Itamaracá, a qual só foi extinta na segunda metade do século XVIII, e que tinha como sede Goiana.
Embora hoje em dia o estado da Paraíba ainda tenha dezenas de milhares de quilômetros quadrados, superfície similar à de muitos países mundo afora, seu território original por direito era maior, pois ia até a longitude de Tordesilhas, onde hoje se situa o atual estado de Tocantins. O fato de outras capitanias da costa norte terem invadido o seu território original de direito se deu durante a expansão pecuarista do século XVII, pois estes não tendo grande economia exportadora a exemplo da Paraíba, tiveram de tentar compensar isso investindo mais na economia pecuarista extensiva, que gerava comércio entre o Sertão e a Zona da Mata, fomentando a captação de capital por via menos direta. No período do Tratado de Tordesilhas, a capitania da Paraíba foi, longitudinalmente (sentido leste-oeste), a mais extensa unidade geopolítica da América Portuguesa, título antes pertencente a Itamaracá, da qual a Paraíba fez inicialmente parte.
No período áureo da cultura canavieira no Nordeste Oriental, a capitania da Paraíba esteve entre as três  regiões de maior êxito econômico da América Portuguesa, ao lado de Pernambuco e Bahia.

## História

### Antecedentes
Dentro do sistema de capitanias hereditárias (1534), couberam a João de Barros e a Aires da Cunha cem léguas de terra entre a foz do rio Jaguaribe a norte (atual Ceará) e a Baía da Traição a sul (litoral norte paraibano), o que compreendia a parte norte do estado da Paraíba, todo o Rio Grande do Norte e a parte leste do Ceará, já que o sul deste integrava a região oeste da capitania de Itamaracá. O terço norte do território da Paraíba estava, assim, compreendido no da então capitania do Rio Grande. Com o naufrágio da expedição desses donatários, que se dirigia ao primeiro lote, não foi possível colonizar nenhum dos senhorios.
A capitania de Itamaracá foi extinta pelo direito português em 1574, após uma revolta dos belicosos potiguaras das margens do rio Paraíba articulada por traficantes franceses de pau-brasil, destruindo assim o Engenho Tracunhaém de Diogo Dias.
Para dominar a rebelião, no início do ano seguinte, 1575, uma expedição foi enviada da capitania de Pernambuco sob o comando do ouvidor-geral e provedor da Fazenda Fernão da Silva, sem sucesso. Nova expedição, enviada de Salvador, na capitania da Bahia, pelo governador da Repartição Norte, D. Luís de Brito e Almeida (1573–1578), não conseguiu atingir a Paraíba em virtude de uma tempestade que lhe dispersou as embarcações, obrigando-as a arribar, avariadas, a Pernambuco, em setembro de 1575. Uma terceira expedição foi armada pelo governo da capitania de Pernambuco, partindo de Olinda sob o comando de João Tavares (1579), também com êxito limitado.
Tais eventos demonstram o quanto a aliança francesa com os potiguaras era bastante sólida, mesmo após Tracunhaém, algo que só iria mudar com a União Ibérica a partir dos anos 1580.

### Fundação da capitania
Finalmente, o governador-geral Manuel Teles Barreto (1583–1587) solicitou o auxílio da frota do almirante D. Diogo Flores de Valdés, que à época patrulhava a costa sul-americana, unindo-se ao capitão-mor da capitania da Paraíba, Frutuoso Barbosa, e organizando nova expedição (1584), a qual fundou a primeira Cidade Real no Brasil sob a Dinastia Filipina: «Filipeia de Nossa Senhora das Neves».

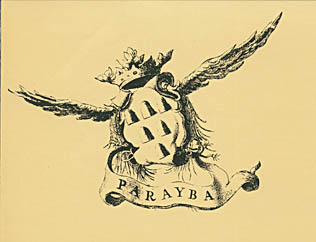
Brasão da Capitania da Paraíba

O ouvidor-mor Martim Leitão, com o auxílio das forças do cacique Pirajibe, subjugou os potiguaras do sul (nessa altura a população potiguara se concentrava um pouco mais para o norte, na região da atual Baia da Traição), erigindo um novo forte e fundando nova e definitivamente o núcleo populacional de Nossa Senhora das Neves em 5 de agosto de 1585, núcleo da futura cidade da Parahyba, atual João Pessoa. Ficou instalada, desse modo, a capitania que só passa a existir de fato a partir de tal marco, pois antes só existia no papel. A paz definitiva com os potiguaras, então aliados dos ingleses, bretões e normandos (estes dois últimos povos da atual França), só foi alcançada em 1599, após uma epidemia de «bexiga» (varíola) que dizimou a população nativa sem imunidade para tais vírus até então inexistentes nas Américas.
No contexto da segunda das Invasões holandesas do Brasil (1630–1654), a região da capitania foi ocupada por forças neerlandesas em 1634, as quais somente foram expulsas duas décadas mais tarde pelas tropas do mestre de campo André Vidal de Negreiros (1606–1680) e de João Fernandes Vieira, que tomou posse do cargo de governador da cidade, a qual passou a se chamar Parahyba.

### Anexação e expansão
A partir de 1753 a capitania da Paraíba, assim como o Ceará, ficou subordinada à capitania-geral de Pernambuco, da qual se tornou novamente independente a partir de 1799. Sobre tal anexação, há na Revista do Instituto Arqueológico, Histórico e Geográfico Pernambucano de 1919 o seguinte relato:
A maior parte da Paraíba está compreendida no território da antiga capitania de Itamaracá, que foi incorporada à de Pernambuco depois da expulsão dos holandeses no século XVII, e incorporada permaneceu até emancipar-se em 17 de janeiro de 1799.
A interiorização da capitania da Paraíba deu-se pela expansão do gado e pelo estabelecimento de missões religiosas para a catequese dos indígenas, e no início da colonização europeia formaram-se a Vila de São Miguel de Baía da Traição, a Vila de Monte-Mor da Preguiça, a Cidade da Paraíba, a Vila do Conde (Jacoca), a Vila de Alhandra, no litoral, e somente a Vila do Pilar, no Agreste, além da Freguesia do Cariri no Sertão. Depois, durante o período pombalino, houve a transferência da população indígena para as novas vilas, especialmente nos anos 1760.
A exemplo, em 1697 o capitão-mor Teodósio de Oliveira Ledo iniciou um povoado no agreste com aldeados indígenas. Situando-se entre o litoral e o Sertão, esse povoado tonou-se uma feira que é hoje Campina Grande. O povoado foi elevado às categorias de Freguesia de Nossa Senhora da Conceição {1769} e Vila Nova da Rainha (20 de abril de 1790).

## Importância geopolítica
A fundação da cidade que hoje é João Pessoa servia para garantir a segurança da capitania mais rica à época (Pernambuco).
A capitania da Paraíba nas mãos dos franceses e nativos deixava os portugueses inquietos, pois estes poderiam a qualquer momento repetir o massacre ocorrido em Tracunhaém, avançando mais a sul e atingindo Olinda, a principal vila do Brasil e um dos principais núcleos civilizacionais lusitanos no Brasil Colônia, comprometendo assim a exportação da principal riqueza dessa parte oeste do Império Português que era o açúcar. À época, São Vicente era a única capitania da repartição meridional do Brasil com algum peso econômico, enquanto na setentrional havia várias de grande exportação, como Itamaracá, Paraíba, Pernambuco, Bahia e secundariamente o Rio Grande do Norte, que apesar de bem localizada (num vértice a nordeste do Brasil), tinha menor área de mata úmida costeira.
A derrota francesa no extremo leste do Nordeste Oriental foi o mais duro golpe de toda a história da América Francesa (e do mundo francês no comercialismo clássico, antes do neomercantilismo industrialista), pois a perda da feitoria do Forte Velho e, décadas depois, de São Luís (Maranhão) abriria precedentes para que toda a costa nordeste brasileira, assim como a Amazônia, caísse definitivamente nas mãos ibéricas, empurrando os franceses para o norte do continente americano, região das Guianas e do Caribe.

## Breve cronologia

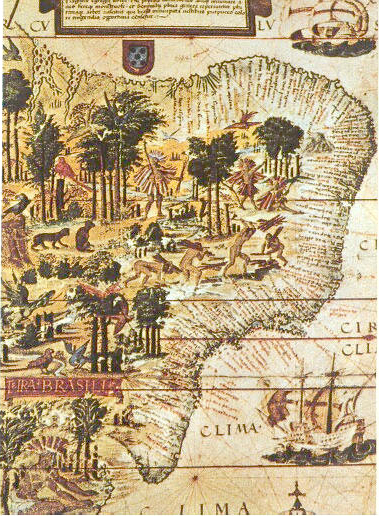
Detalhe do mapa Terra Brasilis, de 1519, o pau-brasil representado ao longo da costa da Mata Atlântica

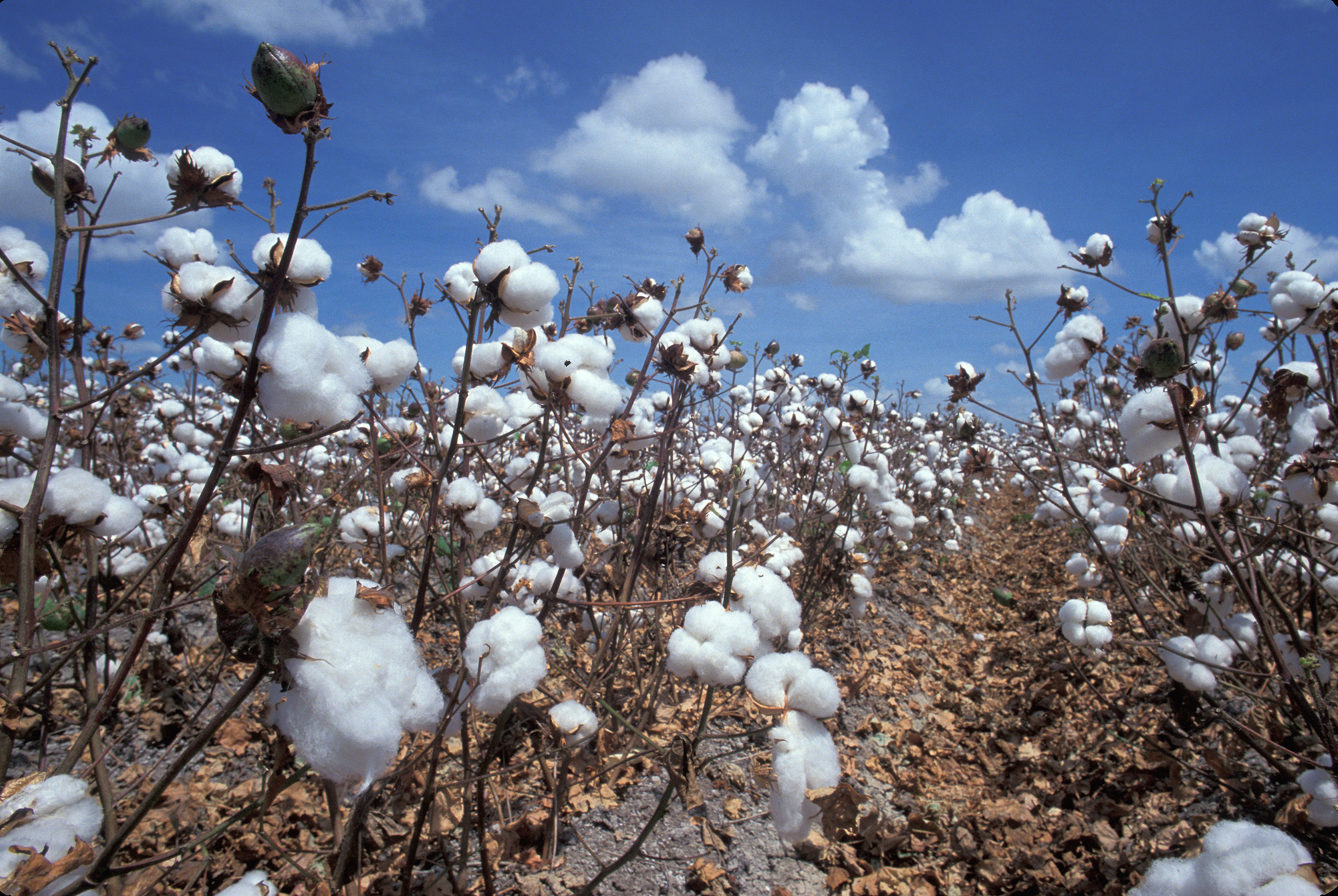
O algodão teve importância vital na economia da Paraíba.

### Século XV
- A Paraíba é habitada por tribos silvícolas (tupis e cariris) que ainda vivem no paleolítico.
- Possível visita do navegador espanhol Vicente Yáñez Pinzón à região onde hoje está João Pessoa em 1499, meses antes de Cabral descobrir o Brasil.[6] O que se sabe é que ele passou ao largo, em direção às Antilhas.[7]

### Século XVI
- Possível visita de Américo Vespúcio à Paraíba em 1501.[8]
- Visitas frequentes de corsários franceses e ingleses à capitania, os quais fazem escambo com os indígenas potiguaras e estabelecem uma feitoria principal no Forte Velho e outra na Baía da Traição, na qual uma confederação de nativos e franceses derrotaram os portugueses, numa emboscada que deu nome — «Baía da Traição» — a tal reentrância costeira.[9][nota 9]
- Capitania real com a primeira cidade fundada sob a égide espanhola na América Portuguesa: Filipeia de Nossa Senhora das Neves.

### Século XVII
- Controle militar-econômico neerlandês com o auxílio de mercenários da República das Duas Nações,[nota 10] Irlanda e Alemanha.[carece de fontes?]
- Apogeu da produção açucareira na região leste e pecuária no centro-oeste da capitania da Paraíba. André Vidal de Negreiros, nascido na várzea paraibana, é um dos líderes mais aguerridos contra o domínio neerlandês. Nessa época, a Paraíba era conhecida pela Liga Hanseática por ter «o melhor pão de açúcar das Américas».[10][nota 11]
- Só quase dois séculos após a vinda dos portugueses às Américas é que se consolida o controle direto destes sobre o território.

### Século XVIII
- Paraibanos e outros migrantes do Nordeste e de Portugal, chamados de emboabas, têm vitória contra os bandeirantes paulistas nas Minas Gerais.

### Século XIX
- Decadência da cultura do açúcar e da pecuária e ascensão do ciclo do algodão, principalmente em virtude da Guerra Civil Americana. Com a decadência do algodão e a ascensão da ciclo da borracha, a Paraíba começa a ter decréscimo demográfico para outras regiões.